# Дубрава (Омиш)
Дубрава је насељено место у саставу града Омиша, Сплитско-далматинска жупанија, Република Хрватска.

## Историја
До територијалне реорганизације у Хрватској налазила се у саставу старе општине Омиш.

## Становништво
На попису становништва 2011. године, Дубрава је имала 300 становника.
| Број становника по пописима | Број становника по пописима | Број становника по пописима | Број становника по пописима | Број становника по пописима | Број становника по пописима | Број становника по пописима | Број становника по пописима | Број становника по пописима | Број становника по пописима | Број становника по пописима | Број становника по пописима | Број становника по пописима | Број становника по пописима | Број становника по пописима | Број становника по пописима |
| --------------------------- | --------------------------- | --------------------------- | --------------------------- | --------------------------- | --------------------------- | --------------------------- | --------------------------- | --------------------------- | --------------------------- | --------------------------- | --------------------------- | --------------------------- | --------------------------- | --------------------------- | --------------------------- |
| 1857                        | 1869                        | 1880                        | 1890                        | 1900                        | 1910                        | 1921                        | 1931                        | 1948                        | 1953                        | 1961                        | 1971                        | 1981                        | 1991                        | 2001                        | 2011                        |
| 272                         | 280                         | 304                         | 343                         | 354                         | 393                         | 400                         | 446                         | 425                         | 405                         | 421                         | 383                         | 322                         | 317                         | 301                         | 300                         |

Напомена: Од 1880. до 1900. исказивано под именом На Срид Села. У 1991. смањено је за део подручја насеља који је припојен насељу Тугаре, за које и садржи део података од 1857. до 1961.

### Попис1991.
На попису становништва 1991. године, насељено место Дубрава је имало 317 становника, следећег националног састава:
| Попис 1991.‍  | Попис 1991.‍  | Попис 1991.‍ | Попис 1991.‍ | Попис 1991.‍ |
| ------------ | ------------ | ----------- | ----------- | ----------- |
|              |              |             |             |             |
| Хрвати       | Хрвати       |             | 312         | 98,42%      |
| неопредељени | неопредељени |             | 1           | 0,31%       |
| непознато    | непознато    |             | 4           | 1,26%       |
| укупно: 317  |              |             |             |             |